# Nahuel Tetaz Chaparro
Francisco Nahuel Tetaz Chaparro (General Madariaga, 11 giugno 1989) è un rugbista a 15 argentino, pilone di Benetton in Pro14.

## Biografia
Nativo di General Madariaga, città in provincia di Buenos Aires, crebbe nel La Plata e nel 2010 fu selezionato per la formazione provinciale dei Pampas XV, ammessa a disputare in Sudafrica la Vodacom Cup.
A novembre 2010 fu chiamato a Parigi per un provino presso lo Stade français e nel marzo successivo fu ingaggiato da tale club per la stagione 2011-12.
A maggio 2010 aveva nel frattempo esordito per i Pumas nel Sudamericano contro il Cile anche se per i successivi due anni non vestì più la maglia biancoceleste della Nazionale.
Nel 2013 passò in Galles al Newport Gwent Dragons in Pro12 ma l'esperienza durò solo una stagione durante la quale Tetaz Chaparro chiese la rescissione anticipata del contratto per tornare a La Plata
A dicembre 2014 tornò in Francia al Lione come rimpiazzo per un infortunato per tutto il resto della stagione e a maggio 2015 firmò con la Federazione argentina
A maggio 2015 firmò con la Federazione argentina un contratto triennale che prevedeva anche l'impegno per la nascente franchise da schierare nel Super Rugby allargato a 18 squadre nel 2016 e che successivamente prese il nome di Jaguares.
Più avanti nella stagione fu convocato alla Coppa del Mondo di rugby 2015 in Inghilterra in cui i Pumas giunsero quarti.